# سوکت ۷۵۴
سوکت ۷۵۴ یک سوکت ریزپردازنده مرکزی است که توسط شرکت ای‌ام‌دی تولید شده تا جایگزین پلت فرم Anthon XP خود شود. سوکت ۷۵۴ اولین سوکت توسعه یافته توسط شرکت ای‌ام‌دی بود که از نسخه جدید مصرف‌کننده خانواده ریزپردازنده‌های ۶۴ بیتی معروف به AMD 64 پشتیبانی می‌کند.
این سوکت اولین بار در سپتامبر سال ۲۰۰۳ میلادی معرفی شد.

## مشخصات فنی
سوکت ۷۵۴ با پردازنده‌های رایانه‌های رومیزی با فرکانس‌های بالاتر از ۳۷۰۰ یا ۲٫۴ گیگاهرتز و پردازنده‌های لپ‌تاپ با فرکانس‌های بالاتر از ۴۰۰۰ یا ۲٫۶ گیگاهرتز کار می‌کند. این سوکت از کنترل‌کننده حافظه DDR SDRAM تک کاناله و یک لینک HyperTransport با فرکانس ۸۰۰ مگاهرتز پشتیبانی می‌کند.

## جایگزین
سوکت ۷۵۴ به دلیل فروش کم، به نفع سوکت ۹۳۹ در رایانه‌های رومیزی کنار گذاشته شد. این سوکت برای لپ‌تاپ‌ها تا مدتی مورد استفاده قرار گرفت تا اینکه در سال ۲۰۰۶ توسط S1 جایگزین شد.